# Pascal Dagnan-Bouveret

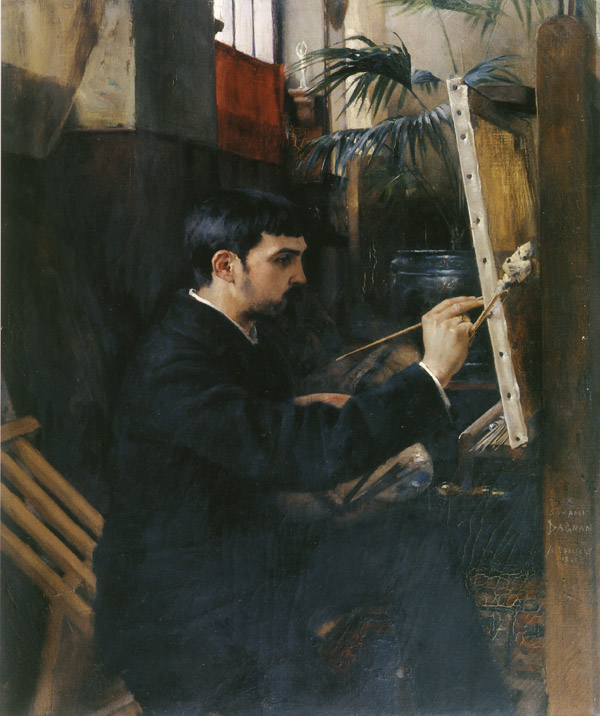
Porträtt av Dagnan-Bouveret av Albert Edelfelt

Pascal Adolphe Jean Dagnan-Bouveret, född 7 januari 1852, död 3 juli 1929, var en fransk konstnär.
Efter studier hos Jean-Léon Gérôme fann Dagnan-Bouveret sin egen riktning och framställde scener ur de bretonska böndernas liv. Hans främsta arbete, Ett olycksfall (1880), blev prisbelönt. Bland hans övriga verk märks även Procession av bretonska bönder och religiösa framställningar från senare år, bland annat Nattvarden (1896). I hans tavlor märks även inflytande från Jules Bastien-Lepage. Dagnan-Bouveret var även verksam som porträttmålare.
Dagnan-Bouveret var en nära vän till den finländske konstnären Albert Edelfelt. De träffades under studietiden i Paris på 1870-talet och ingick i konstnärskretsen kring Jules Bastien-Lepage tillsammans med bl.a. Gustave Courtois.

### Övriga källor
1. 1 2  Pascal-Adolphe-Jean Dagnan-Bouveret, RKDartists (på engelska), RKDartists-ID: 19668.[källa från Wikidata]
2. 1 2  Pascal Adolphe Jean Dagnan-Bouveret, Benezit Dictionary of Artists (på engelska), Oxford University Press, 2006 och 2011, ISBN 978-0-19-977378-7, Benezit-ID: B00045766.[källa från Wikidata]
3. 1 2  SNAC, SNAC Ark-ID: w69w0k2h, läs online, läst: 9 oktober 2017.[källa från Wikidata]
4. 1 2  läs online, www.allartclassic.com .[källa från Wikidata]
5. ↑  RKDartists, RKDartists-ID: 19668, läst: 13 juni 2020.[källa från Wikidata]
6. ↑  Archive of Fine Arts, abART person-ID: 119421, läst: 1 april 2021.[källa från Wikidata]
7. ↑  läs online, kmska.be , läst: 6 maj 2024.[källa från Wikidata]
8. ↑  Vainio-Kurtakko, Maria (2022). Ett gott parti : Scener ur Ellan de la Chapelles och Albert Edelfelts liv. Skrifter utgivna av Svenska litteratursällskapet i Finland. ISBN 978-951-583-557-4. https://www.sls.fi/publications/ett-gott-parti/
9. ↑  ”Pascal Dagnan-Bouveret”. Albert Edelfelts brev. Elektronisk brev- och konstutgåva. Maria Vainio-Kurtakko & Henrika Tandefelt & Elisabeth Stubb, Svenska litteratursällskapet i Finland. 2014−2020. http://edelfelt.sls.fi/personer/753/dagnan-bouveret-pascal/.